# Trinity Bliss
Trinity Jo-Li Bliss (* 5. November 2009 in Los Angeles, Kalifornien) ist eine US-amerikanische Kinderdarstellerin und Sängerin.

## Leben und Karriere
Trinity Bliss wurde 2009 in Los Angeles als Tochter einer chinesischen Mutter und eines englischen Vaters geboren und hat zwei ältere Brüder. Ab dem Alter von fünf Jahren nahm sie während der Schulferien an verschiedenen Theatercamps teil, wo sie in Stücken wie Die Schöne und das Biest, Der König der Löwen und Matilda mitwirkte. Im Anschluss nahm Bliss Schauspielunterricht und wurde 2017 für James Camerons Avatar-Fortsetzungen gecastet. In diesen verkörpert sie Tuktirey, das jüngste Kind der von Sam Worthington und Zoë Saldaña gespielten Hauptfiguren Jake Sully und Neytiri. Für die ausschließlich mittels Performance Capture durchgeführten Dreharbeiten erlernte Bliss das Tauchen, Bogenschießen, Zeichensprache und Parkour.
Obwohl die Dreharbeiten zu den ersten drei Avatar-Fortsetzungen bereits vor Bliss’ zehntem Geburtstag abgeschlossen wurden, kam Avatar: The Way of Water erst Ende 2022 in die Kinos. In der Zwischenzeit erschienen andere Projekte von ihr, so etwa die Fernsehserien The Garcias und Schritt für Schritt (beide 2022), in denen Bliss jeweils Hauptrollen übernahm. In der Jugend-Sitcom Willkommen bei den echten Louds und dem zugehörigen Fernsehfilm Halloween bei den echten Louds (2023) wirkte sie als Stella Zhau mit, ehe sie eine Synchronrolle in der Kinderserie Princess Power übernahm. Im Jahr 2024 war Bliss in Mike Flanagans Tragikomödie The Life of Chuck zu sehen, eine Adaption der gleichnamigen Kurzgeschichte von Stephen King.
Neben der Schauspielerei ist Bliss auch als Sängerin aktiv und spielt Gitarre und Klavier. Ihr Debütalbum Confessions of a Preteen erschien im Januar 2023.

## Filmografie
- 2021: Mr. Corman (Fernsehserie, Folge 1x05)
- 2022: The Garcias (Fernsehserie, 10 Folgen)
- 2022: Schritt für Schritt (Best Foot Forward, Fernsehserie, 10 Folgen)
- 2022: Willkommen bei den echten Louds (The Really Loud House, Fernsehserie, Folge 1x03)
- 2022: Bone Cold – Ghost Sniper (Bone Cold)
- 2022: Avatar: The Way of Water
- 2023: Halloween bei den echten Louds (A Really Haunted Loud House, Fernsehfilm)
- 2023: Glisten and the Merry Mission (Stimme)
- 2023–2024: Princess Power (Fernsehserie, 45 Folgen, Stimme)
- 2024: Little Wing
- 2024: Grey’s Anatomy (Fernsehserie, Folge 20x08)
- 2024: The Life of Chuck